# Route 342 (Québec)
Pour les articles homonymes, voir Route 342.
La route 342 (R-342) est une route régionale québécoise d'orientation est / ouest située sur la rive nord du fleuve Saint-Laurent. Elle dessert la région de la Montérégie. Cette route joue un rôle de route collectrice depuis l'aménagement de l'A-40, qui lui est parallèle.

## Tracé
La route 342 débute près de Pointe-Fortune à la frontière québéco-ontarienne à l'angle de la montée Inter-Provinciale (route 14 des comtés unis de Prescott et Russell), près de la sortie 1 de l'A-40. À l'exception d'un tronçon entre les deux échangeurs desservant Rigaud, l'entretien de la route est de juridiction municipale jusqu'à ce qu'elle croise la route 201, où elle demeure sous l'égide du ministère des Transports. Elle est de nouveau confiée aux municipalités entre le croisement de l'A-40 à Saint-Lazare et l'A-20.
À Hudson, Saint-Lazare et Vaudreuil-Dorion, la route 342 se dénomme la route Harwood. L'intersection avec la route 340 à Vaudreuil-Dorion se fait par un carrefour dénivelé. Un peu plus à l'est, la route 342 passe sous l'A-30, où des bretelles permettent l'échange depuis et vers la direction est de l'autoroute. Le terminus est de la route 342 prend la forme d'un carrefour à niveau avec l'A-20, portant le nom à cet endroit de boulevard Harwood.

La route 342 était une route principale portant le numéro 17 dans l'ancien système de numérotation des routes du Québec. Elle débouchait directement à Dorion, la route Harwood et le boulevard Harwood étant une seule et même route avant l'aménagement de l'A-20.

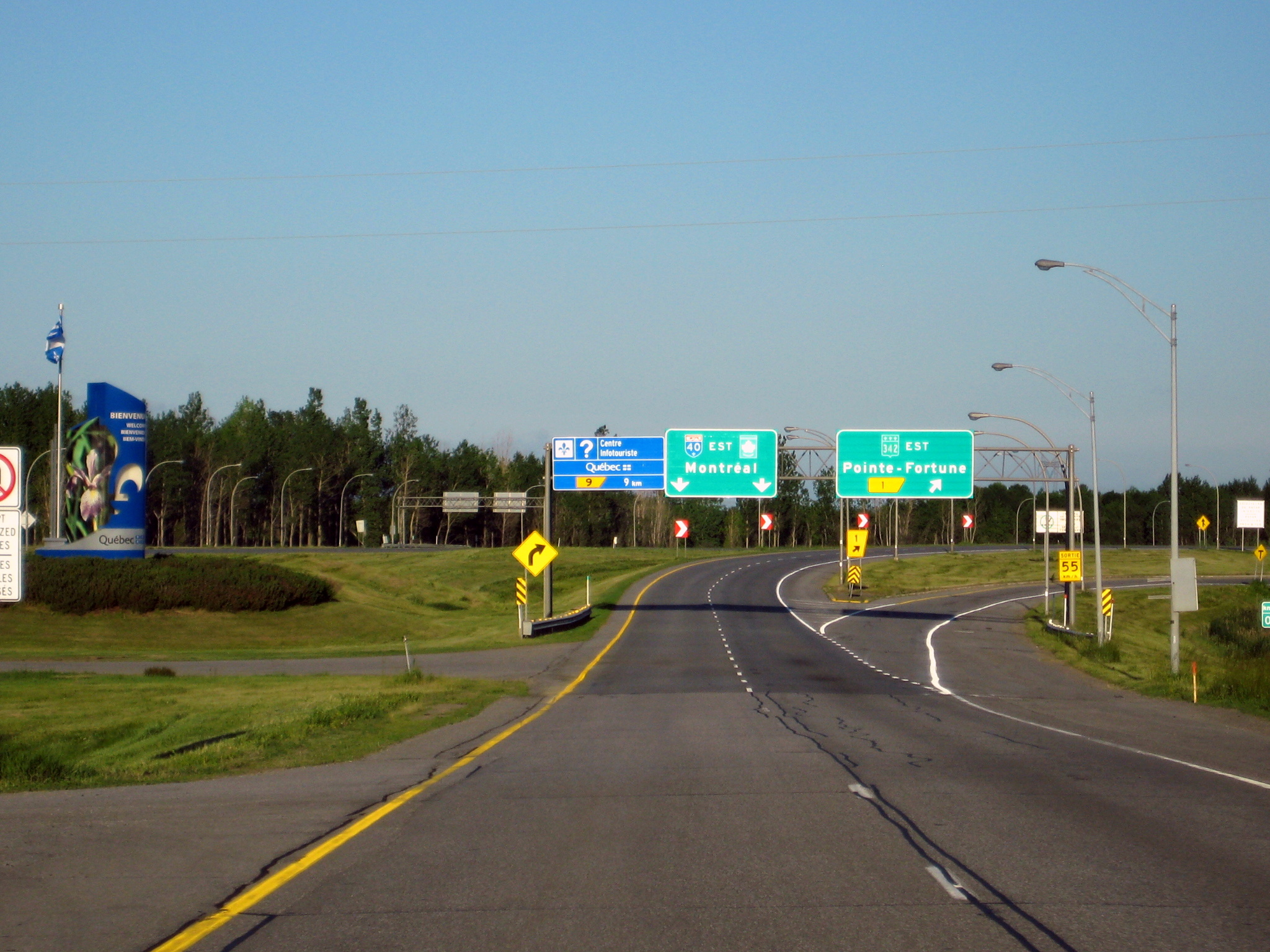
Échangeur de l'autoroute 40 à proximité de l'extrémité ouest.
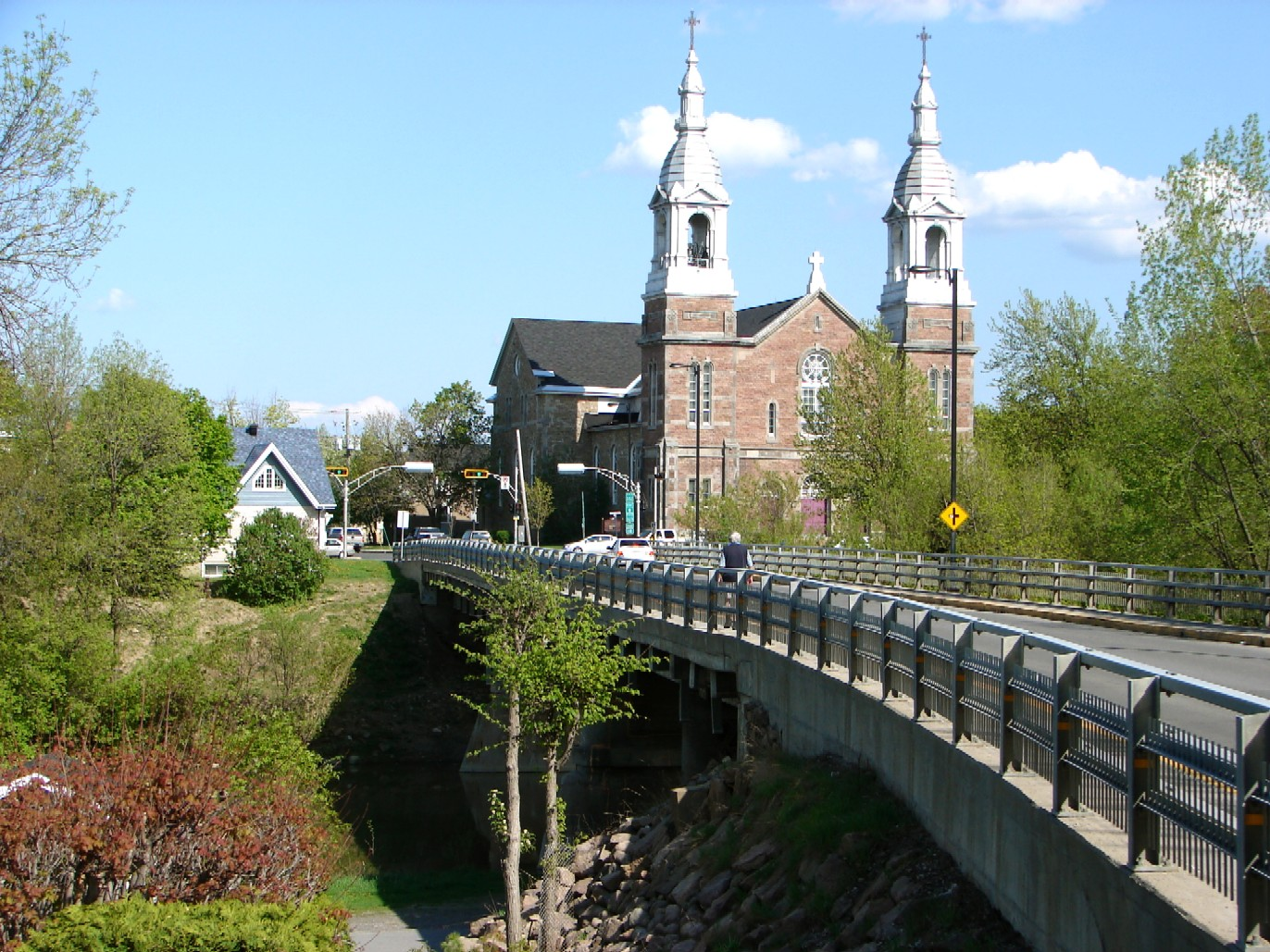
Pont sur la rivière Rigaud.

## Localités traversées
Les municipalités suivantes, regroupées par municipalité régionale de comté, sont traversées par la route 342 d'est en ouest :

### Montérégie
Vaudreuil-Soulanges
- Pointe-Fortune;
- Rigaud;
- Vaudreuil-Dorion;
- Hudson;
- Saint-Lazare;
- Vaudreuil-Dorion.

## Intersections majeures
| MRC                 | Municipalité     | km    | Destinations                                                  | Notes |
| ------------------- | ---------------- | ----- | ------------------------------------------------------------- | --- |
| Vaudreuil-Soulanges | Pointe-Fortune   | 0,00  | Chemin Grande-Montée vers A-40 est – Montréal, Pointe-Fortune | Sortie 1 de l'A-40                                                                                                  |
| Vaudreuil-Soulanges | Pointe-Fortune   | 0,40  | A-40 ouest vers A-417 – Ottawa, Gatineau                      | Sortie 1 de l'A-40                                                                                                  |
| Vaudreuil-Soulanges | Rigaud           | 8,60  | A-40 – Ottawa, Gatineau, Montréal                             | Sortie 9 de l'A-40                                                                                                  |
| Vaudreuil-Soulanges | Rigaud           | 9,90  | R-325 sud – Très-Saint-Rédempteur, Sainte-Marthe              | Terminus nord de la R-325                                                                                           |
| Vaudreuil-Soulanges | Rigaud           | 11,30 | A-40 – Ottawa, Gatineau, Montréal                             | Sortie 12 de l'A-40                                                                                                 |
| Vaudreuil-Soulanges | Rigaud           | 16,60 | R-201 sud – Saint-Clet, Salaberry-de-Valleyfield              | Terminus nord de la R-201; Saint-Clet indiqué en direction est, Salaberry-de-Valleyfield indiqué en direction ouest |
| Vaudreuil-Soulanges | Vaudreuil-Dorion | 27,10 | A-40 – Ottawa, Gatineau, Montréal                             | Accès vers A-40 ouest via Chemin Daoust; sortie 26 (direction est) et 28 (direction ouest) de l'A-40                |
| Vaudreuil-Soulanges | Vaudreuil-Dorion | 32,30 | Chemin de la Petite-Rivière vers R-340                        | |
| Vaudreuil-Soulanges | Vaudreuil-Dorion | 36,40 | A-20 – Montréal, Toronto                                      | Intersection à niveau                                                                                               |
|                     |                  |       |                                                               | |